# كونستانس البورغندية
كونستانس البورغندية (بالفرنسية: Constance de Bourgogne)‏ (8 مايو 1046 – 1093) هي ملكة قشتالة وليون القرينة كزوجة ألفونسو السادس ملك قشتالة الثانية، وفهي أبنة روبرت الأول دوق بورغندي الوحيدة من خلال زواجه الأولى من هيلي من سيمور وبالتالي حفيدة الملك روبرت الثاني ملك فرنسا، ووالدة الملكة أوراكا ملكة قشتالة، وكذلك هي عمة هنريك من بورغندي الذي أصبح لاحقاً كونت البرتغال؛ كانت كونستانس قبل زواجها من ألفونسو كانت متزوجة من هيو الثاني، كونت شالون في 1065 ودام هذا الزواج طلية أربعة عشر سنة حتى وفاته في 1079 إلا أن الزواج لم يخلف أي أبناء، وفي أواخر العام نفسه أصبحت متزوجة من ألفونسو بحيث يعتبر زواج مدبر، ولكنه لقى في البداية معارضة شديدم من قبل البابوية بسبب القرابة بينها وبين زوجته الأولى آغنيس من أكيتاين التي لم يُعرف مصيرها الأخيرة (إما طُلقت أو تُوفيت).
كان لكونستانس دور أسياسي في جلب طقوس الرومانية بدلاً من طقوس القوطية في كنائس قشتالة.
توفيت كونستانس في 1093، تاركا ابنتها البالغة من العمر أربعة عشر عاماً تركةً ورائها أبنة واحدة ذو أربعة عشر عاماً، في حين زوجها سرعان ما اتخذ زوجة ثالثة، إلا أنه لم يحصل على الأبن الذكر إلا من خلال عشيقته زائدة الذي أصبح الوريث بعد إزاحة أبنتها، ومع ذلك توفي في إحدى المعارك الدائرة مع المسلمين، تاركاً أبنتها على رأس ورثة العرش، والملكة التالية بعد وفاة ألفونسو في 1109.